# Собор Святых Константина и Елены (Йоханнесбург)
Собор Святых Константина и Елены, также известен как Церковь в Парке Жубер — кафедральный собор Йоханнесбургской и Преторийской митрополии в городе Йоханнесбурге. Находится под охраной SAHRA.

## История
В конце XIX века греческая диаспора на территории нынешней Южно Африканской Республики стремительно увеличивалась, что привело к созданию первой греческой православной общины в Йоханнесбурге в 1907 году. По инициативе верующих в 1912 году было начато строительство собора во имя равноапостольных святых Константина и Елены. Собор был построен по проекту архитектора Германа Калленбаха в южной части Хиллброу для греков, проживающих в этом и соседних районах Еовиле и Бериа. Торжественное открытие собора состоялось 5 января 1913 года. Собор был построен в византийском стиле, с крышей из трёх уровней и куполом по середине.
Православной общине понадобилось шесть лет, чтобы собрать 3300 фунтов стерлингов для постройки этого храма. Сбор денег проводимый благотворительной Ассоциацией руководили архимандрит Никодемус Сарикас и архимандрит Афанасий Николопулас. Кафедральный собор Святых Константина и Елены стал первым православным храмом, построенным в Южной Африке.
В 1928 году Александрийской Православной Церковью в ЮАР была открыта обширная Йоханнесбургская митрополия, и храм Святых Константина и Елены стал её кафедральным собором.
При храме созданы центр помощи детям-беспризорникам и катехизаторская школа «Александрийский Патриарх Пётр VII» с парекклисионом святых Рафаила, Николая и Ирины Лесбосских.
В прошлом основную часть прихожан составляли греки, живущие в провинции Гаутенг, но из-за того, что некоторые приходы не имеют собственных храмов (например, приход чернокожих — верующих из Мамелоди), в храме можно встретить представителей отдалённых регионов.